# المحكمة الدستورية (الجزائر)
المحكمة الدستورية الجزائرية هي كيان دستوري مستقل، مختصة بضمان احترام الدستور ودستورية المعاهدات والاتفاقيات والقوانين العضوية، أحدثت بموجب التعديل الدستوري لسنة 2020. لتحل محل المجلس الدستوري.

## التكوين
تتكون المحكمة الدستورية حسب الفصل الأول المادة 186 من الدستور من اثنا عشر عضو معين ومنتخب لمدة ست سنوات، يجدد نصف عدد أعضائها كل 3 ثلاثة سنوات.
- 4 أعضاء معينون من قبل رئيس الجمهورية من ضمنهم رئيس المحكمة.
- 1 عضو منتخب من قبل المحكمة العليا شرط أن يكون من بين أعضائها.
- 1 عضو منتخب من قبل مجلس الدولة شرط أن يكون من بين أعضائه.
- 6 أعضاء منتخبون من قبل أساتذة القانون الدستوري.

### شروط العضوية
حسب المادة 187 من الدستور الجزائري:
| المحكمة الدستورية (الجزائر) | المادة 187: يشترط في عضو المحكمة الدستورية المنتخب أو المعين: - بلوغ خمسين (50) سنة كاملة يوم انتخابه أو تعيينه، - التمتع بخبرة في القانون لا تقل عن عشرين (20) سنة، واستفاد من تكويــن في القانون الدستوري، - التمتع بالحقوق المدنية والسياسية، وألا يكون محكوما عليه بعقوبة سالبة للحرية، - عدم الانتماء الحزبي. | المحكمة الدستورية (الجزائر) |

### الأعضاء الحاليون
| الاسم              | الصفة | معين أو منتخب من قبل    | تاريخ التعيين/الانتخاب |
| ------------------ | ----- | ----------------------- | ---------------------- |
| عمر بلحاج          | رئيس  | رئيس الجمهورية          | 17 نوفمبر 2021         |
| ليلى عسلاوي        | عضو   | رئيس الجمهورية          | 17 نوفمبر 2021         |
| بحري سعد الله      | عضو   | رئيس الجمهورية          | 17 نوفمبر 2021         |
| مصباح مناس         | عضو   | رئيس الجمهورية          | 17 نوفمبر 2021         |
| جيلالي ميلودي      | عضو   | المحكمة العليا          | 17 نوفمبر 2021         |
| أمال الدين بولنوار | عضو   | مجلس الدولة             | 17 نوفمبر 2021         |
| فتيحة بن عبو       | عضو   | أساتذة القانون الدستوري | 17 نوفمبر 2021         |
| عبد الوهاب خريف    | عضو   | أساتذة القانون الدستوري | 17 نوفمبر 2021         |
| عباس عمار          | عضو   | أساتذة القانون الدستوري | 17 نوفمبر 2021         |
| عبد الحفيظ أوسوكين | عضو   | أساتذة القانون الدستوري | 17 نوفمبر 2021         |
| عمار بوضياف        | عضو   | أساتذة القانون الدستوري | 17 نوفمبر 2021         |
| محمد بوفرطاس       | عضو   | أساتذة القانون الدستوري | 17 نوفمبر 2021         |